# Жимферрер, Пере
Пере Жимферрер, в испанском произношении — Химферрер (исп. Pere Gimferrer, 22 июня 1945, Барселона) — испанский (каталанский) поэт (пишет на двух языках — испанском и каталанском), прозаик, переводчик, литературный критик, виднейшая фигура своего поколения, один из представителей дебютировавшего в 1960—1970-х годах течения «Новейших» (исп. Novísimos), наряду с Мануэлем Васкесом Монтальбаном, Леопольдо Мария Панеро, Гильермо Карнеро и др.(см.о них: es:Nueve novísimos poetas españoles).

## Биография
Изучал философию и литературу в Барселонском университете. В середине 1960-х годов познакомился с Висенте Алейксандре и Октавио Пасом. С 1970 года публиковал стихи и прозу преимущественно на каталанском языке. В 2006 году — после более чем 35-летнего перерыва — выпустил книгу лирики и сборник стихотворений в прозе на испанском.

## Творчество
Поэзия Жимферрера сложилась под воздействием испанского барокко (прежде всего Гонгоры), Лотреамона и Рембо, поэтики Алейксандре и Паса, Т. С. Элиота и У. Стивенса. При всегдашней автобиографичности она насыщена культурными реалиями, опосредована образами живописи и кино, глубоко рефлексивна. Автор эссе о современных художниках (М. Эрнст, Магритт, Д. де Кирико, Х. Миро, А. Тапиес и др.). Перевёл на каталанский произведения де Сада, Вольтера, Новалиса, Стендаля, Флобера, Уайлда, Беккета, Пола Боулза, переводил с каталанского на испанский Р. Льюля и др.

## Признание
Член королевской академии испанского языка (1985), лауреат Национальной премии по испанской литературе (1998), премии королевы Софии (2000), премии Октавио Паса за эссеистику (2006), премии Теренси Моша за путь в литературе (2007). Лирика и эссе Жимферрера переведены на основные европейские языки. На стихи Жимферрера писал музыку Луис де Пабло и другие композиторы.

## Произведения

### На испанском языке
- Послание Тетрарха/ Mensaje del Tetrarca (1963)
- Море пылает/ Arde el mar (1966, Национальная поэтическая премия)
- Смерть в Беверли-Хиллс/ La muerte en Beverly Hills (1968)
- Диковинный плод и другие стихотворения/ Extraña fruta y otros poemas (1969)
- Lecturas de Octavio Paz (1980, премия издательства «Анаграмма»)
- Perfil de Vicente Aleixandre (1985)
- Magritte (1987)
- Giorgio De Chirico (1988)
- Poemas 1962—1969 (2000)
- Синяя интерлюдия/ Interludio azul (2006, стихотворения в прозе)
- Любовь без опоры/ Amor en vilo (2006)

### На каталанском языке
- Зеркала/ Els miralls (1970)
- Тёмная пора/ Hora foscant (1972)
- Слепое пламя/ Foc cec (1973)
- Antoni Tàpies i l’esperit català (1974)
- Пустынное пространство/ L’espai desert (1977)
- Max Ernst o la dissolució de la identitat (1977)
- Miró, colpir sense nafrar (1978)
- Зеркало, пространство, видения/ Mirall, espai, aparicions (1981, избранное 1970—1980)
- Ежедневник/ Dietari. 1979—1980 (1981, материалы авторской колонки в ежедневной газете)
- Второй ежедневник/ Segon dietari. 1980—1982 (1982)
- Фортуни/ Fortuny (1983, биографический роман, премия Рамона Льюля)
- Ураган/ El vendaval (1989)
- Свет/ La llum (1991)
- Маскарад/ Mascarada (1996, поэма)
- Тайный агент/ L’agent provocador (1998, стихотворения в прозе)
- Жемчужина в воде/ El diamant dins l’aigua (2001)
- Цитадель чистоты/ El castell de la puresa (2014)

### Сводные издания
- Obra Catalana Completa 1. Poesia (1995)
- Obra Catalana Completa 2. Dietari Complet, 1 (1979—1980) (1995)
- Obra Catalana Completa 3. Dietari Complet, 2 (1980—1982) (1996)
- Obra Catalana Completa 4. Figures d’art (1996)
- Obra catalana completa 5. Assaigs crítics (1997)

## Публикации на русском языке
- Огонь и розы: Из современной каталонской поэзии. — М.: Прогресс, 1981. — С. 246—262.
- Тень другого моря: Современная каталонская поэзия. — СПб.: Изд-во Санкт-Петерб. ун-та, 2000. — С. 240—273.
- Из ранних книг/ Вступление и перевод Б. Дубина. // Иностранная литература, 2010, № 11. — С. 210—218.